# Puerto de San Isidro
El puerto de San Isidro es un paso de montaña que alcanza una cota máxima de 1520 m s. n. m.. Une Asturias con la Provincia de León en el norte de España, a través de las carreteras AS-112 (hacia la vertiente asturiana) y LE-331 (hacia la vertiente leonesa), atravesando la cordillera Cantábrica.
En él se encuentran dos estaciones de esquí, la de San Isidro en la vertiente leonesa y la de Fuentes de Invierno en la asturiana.

## Climatología
De acuerdo a valores tabulados a continuación y a los criterios de la clasificación climática de Köppen modificada el puerto de San Isidro tiene un clima frío de tipo Dfb en el límite con un clima de tipo Cfb.
| Parámetros climáticos promedio de Puerto de San Isidro en el periodo 1970-1995 | Parámetros climáticos promedio de Puerto de San Isidro en el periodo 1970-1995 | Parámetros climáticos promedio de Puerto de San Isidro en el periodo 1970-1995 | Parámetros climáticos promedio de Puerto de San Isidro en el periodo 1970-1995 | Parámetros climáticos promedio de Puerto de San Isidro en el periodo 1970-1995 | Parámetros climáticos promedio de Puerto de San Isidro en el periodo 1970-1995 | Parámetros climáticos promedio de Puerto de San Isidro en el periodo 1970-1995 | Parámetros climáticos promedio de Puerto de San Isidro en el periodo 1970-1995 | Parámetros climáticos promedio de Puerto de San Isidro en el periodo 1970-1995 | Parámetros climáticos promedio de Puerto de San Isidro en el periodo 1970-1995 | Parámetros climáticos promedio de Puerto de San Isidro en el periodo 1970-1995 | Parámetros climáticos promedio de Puerto de San Isidro en el periodo 1970-1995 | Parámetros climáticos promedio de Puerto de San Isidro en el periodo 1970-1995 | Parámetros climáticos promedio de Puerto de San Isidro en el periodo 1970-1995 |
| Mes | Ene.                                                                           | Feb.                                                                           | Mar.                                                                           | Abr.                                                                           | May.                                                                           | Jun.                                                                           | Jul.                                                                           | Ago.                                                                           | Sep.                                                                           | Oct.                                                                           | Nov.                                                                           | Dic.                                                                           | Anual                                                                          |
| --- | ------------------------------------------------------------------------------ | ------------------------------------------------------------------------------ | ------------------------------------------------------------------------------ | ------------------------------------------------------------------------------ | ------------------------------------------------------------------------------ | ------------------------------------------------------------------------------ | ------------------------------------------------------------------------------ | ------------------------------------------------------------------------------ | ------------------------------------------------------------------------------ | ------------------------------------------------------------------------------ | ------------------------------------------------------------------------------ | ------------------------------------------------------------------------------ | ------------------------------------------------------------------------------ |
| Temp. media (°C) | 0.0                                                                            | 0.3                                                                            | 1.2                                                                            | 2.7                                                                            | 5.8                                                                            | 10.2                                                                           | 13.4                                                                           | 12.0                                                                           | 11.3                                                                           | 7.2                                                                            | 3.7                                                                            | 1.0                                                                            | 5.7                                                                            |
| Precipitación total (mm) | 128.0                                                                          | 121.0                                                                          | 77.1                                                                           | 114.1                                                                          | 131.2                                                                          | 65.1                                                                           | 59.1                                                                           | 48.4                                                                           | 78.4                                                                           | 162.8                                                                          | 146.0                                                                          | 160.6                                                                          | 1291.8                                                                         |
| Fuente: Ministerio de Agricultura, Alimentación y Medio Ambiente. Datos de precipitación para el periodo 1972-1995 y de temperatura para el periodo 1970-1995 en Isoba, Puerto de San Isidro |                                                                                |                                                                                |                                                                                |                                                                                |                                                                                |                                                                                |                                                                                |                                                                                |                                                                                |                                                                                |                                                                                |                                                                                |                                                                                |

## Ciclismo de competición
El Puerto de San Isidro, o la variante de la estación invernal de Fuentes de Invierno, ha sido transitado en varias ocasiones por la Vuelta a España y la Vuelta a Asturias.

### Apariciones en la Vuelta a España
| Año  | Etapa | Categoría | Salida | Llegada             | Primero en la cima |
| ---- | ----- | --------- | ------ | ------------------- | ------------------ |
| 2008 | 14    | 1.ª       | Oviedo | Fuentes de Invierno | Alberto Contador   |
| 1992 | 16    | 1.ª       | Oviedo | León                | Hernán Buenahora   |
| 1990 | 10    | 1.ª       | León   | San Isidro          | Carlos Hernández   |
| 1986 | 9     | 1.ª       | Oviedo | San Isidro          | Charly Mottet      |